# John Becker (designer)
 For alternative betydninger, se John Becker. (Se også artikler, som begynder med John Becker)
John Kristian Becker (2. maj 1915 i Åkirkeby – 20. juli 1986 i Holte) var en dansk designer, væver og forfatter.
John Becker fik i sine tidligere år en grundig håndværksmæssig uddannelse hos Gerda Henning på Kunsthåndvæverskolen og efterfølgende på Den Danske Væveskole hos Geismar. Her blev han medarbejder på Gerda Hennings værksted i 1939-1940. 
John Becker var yderst optaget af damask-vævningen og dens muligheder som han i sit og Kirsten Becker's Håndvæveri i Søllerød eksperimenterede meget med livet igennem. I starten bestod produktionen hovedsageligt af dækketøj, gulvtæpper og kirketekstiler, den sidste kategori skulle vise sig at være deres største succes, med stor produktion af antependier, messehagler og alterduge.
I 1958 foretog John Becker og Bent Georg Jensen sammen en rejse til den finske væver Dora Jung, kort efter at John Becker's første design for A/S Georg Jensen Damaskvæveriet, Calypso, kom på markedet. Dette skulle vise sig at være startskuddet til et mangeårigt samarbejde som designer for Georg Jensen Damask. 
John Becker nåede at få mere end 35 forskellige designs udgivet her, og flere af dem vævet mere end en gang. Senest kom 'Vildrose', et mønster til dug, i en gråviolet udgave i 2003.